# Craigdarroch House

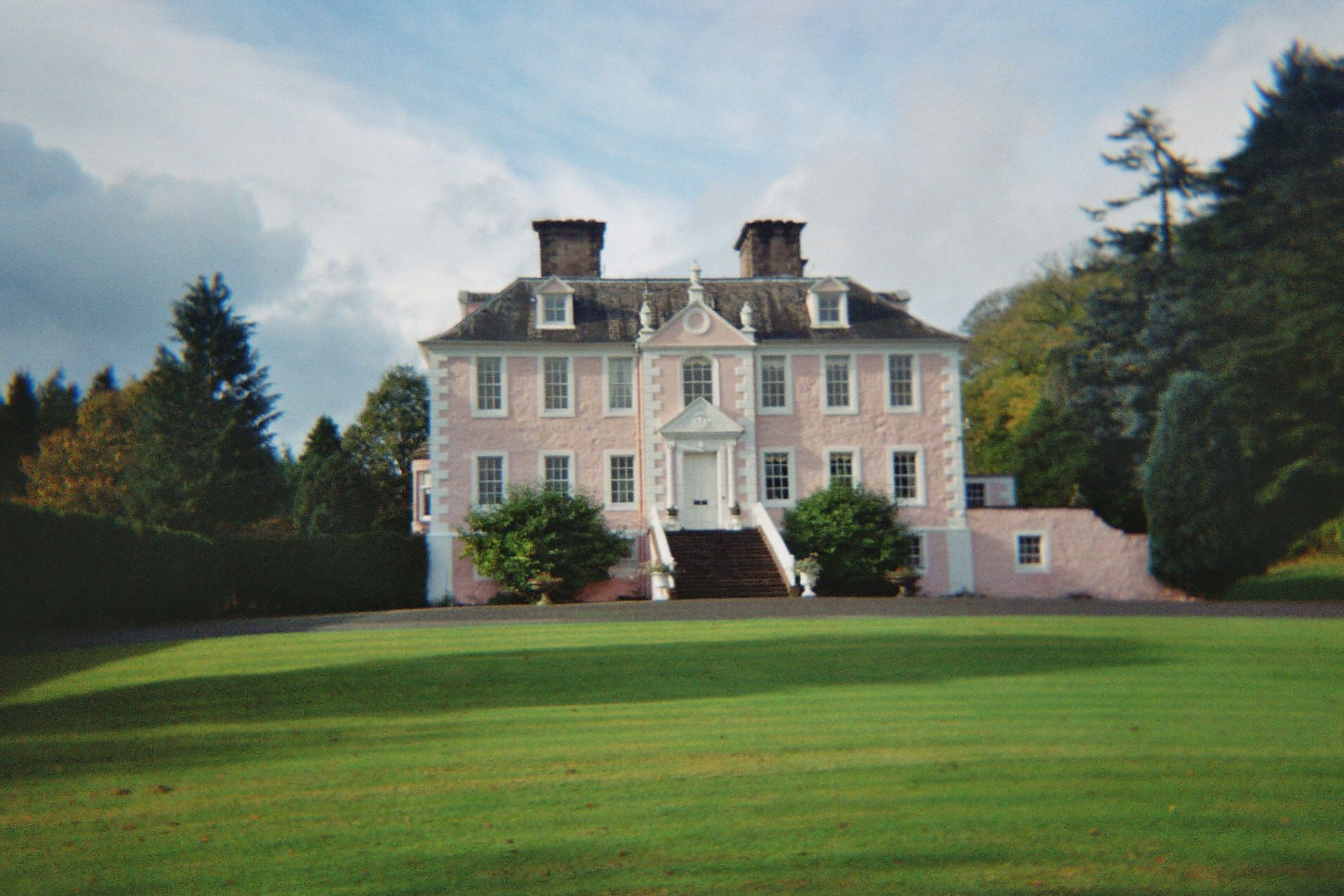
Craigdarroch House

Craigdarroch House ist ein Herrenhaus nahe der schottischen Ortschaft Moniaive in der Council Area Dumfries and Galloway. 1971 wurde das Bauwerk in die schottischen Denkmallisten in der höchsten Denkmalkategorie A aufgenommen.

## Geschichte
Das Herrenhaus entstand durch Erweiterung eines älteren Gebäudes. Bei diesem soll es sich um den Familiensitz der Fergussons gehandelt haben. Anhand verschiedener Datumssteine könnte dieses Gebäude auf das frühe 17. Jahrhundert zurückgehen. Obschon Pläne William Adams, welcher die Entwürfe für Craigdarroch House liefert, erhalten sind, zeigen sie nicht das ursprüngliche Gebäude, sodass über dieses wenig bekannt ist. Wahrscheinlich handelte es sich um ein zweistöckiges Gebäude mit L-förmigem Grundriss mit einem Treppenturm im Innenwinkel.
Craigdarroch House wurde 1729 für Alexander Ferguson of Craigdarroch und Annie Laurie erbaut. Die Haupttreppe wurde 1854 umgestaltet und ist vergleichbar mit den Arbeiten an Capenoch House, für die David Bryce verantwortlich zeichnet. Auf der ersten Karte der Ordnance Survey aus dem Jahre 1856 ist der rückwärtige Flügel nicht verzeichnet. Er stammt wahrscheinlich aus dem Jahre 1889.

## Beschreibung
Craigdarroch House liegt abseits der B729 rund 3,5 km westlich von Moniaive im Craigdarroch Glen, welchen das Graigdarroch Water durchfließt. Das zweistöckige Herrenhaus mit L-förmigem Grundriss ist im Georgianischen Stil gestaltet. Die ostexponierte Frontseite ist sieben Achsen weit. Eine Vortreppe führt zum Eingangsbereich hinauf. Dieser befindet sich an einem schmalen, mit Ecksteinen abgesetzten Mittelrisaliten und ist mit einem Dreiecksgiebel bekrönt. Darüber ist ein Rundbogenfenster eingelassen. Der Risalit schließt mit einem Dreiecksgiebel mit blindem Oculus. An der Südseite tritt eine Auslucht hervor. Der Nordflügel 1932 um drei Achsen erweitert.
Die Fassaden sind verputzt. Ecksteine und Details sind farblich abgesetzt. Es sind neun- beziehungsweise zwölfteilige Sprossenfenster verbaut. Das abschließende Plattformdach ist mit Schiefer eingedeckt. An den Satteldachgauben wird das Motiv des Dreiecksgiebels fortgeführt.